# Les Enfers
Les Enfers je obec ve švýcarském kantonu Jura. Žije zde 133 obyvatel.

## Geografie

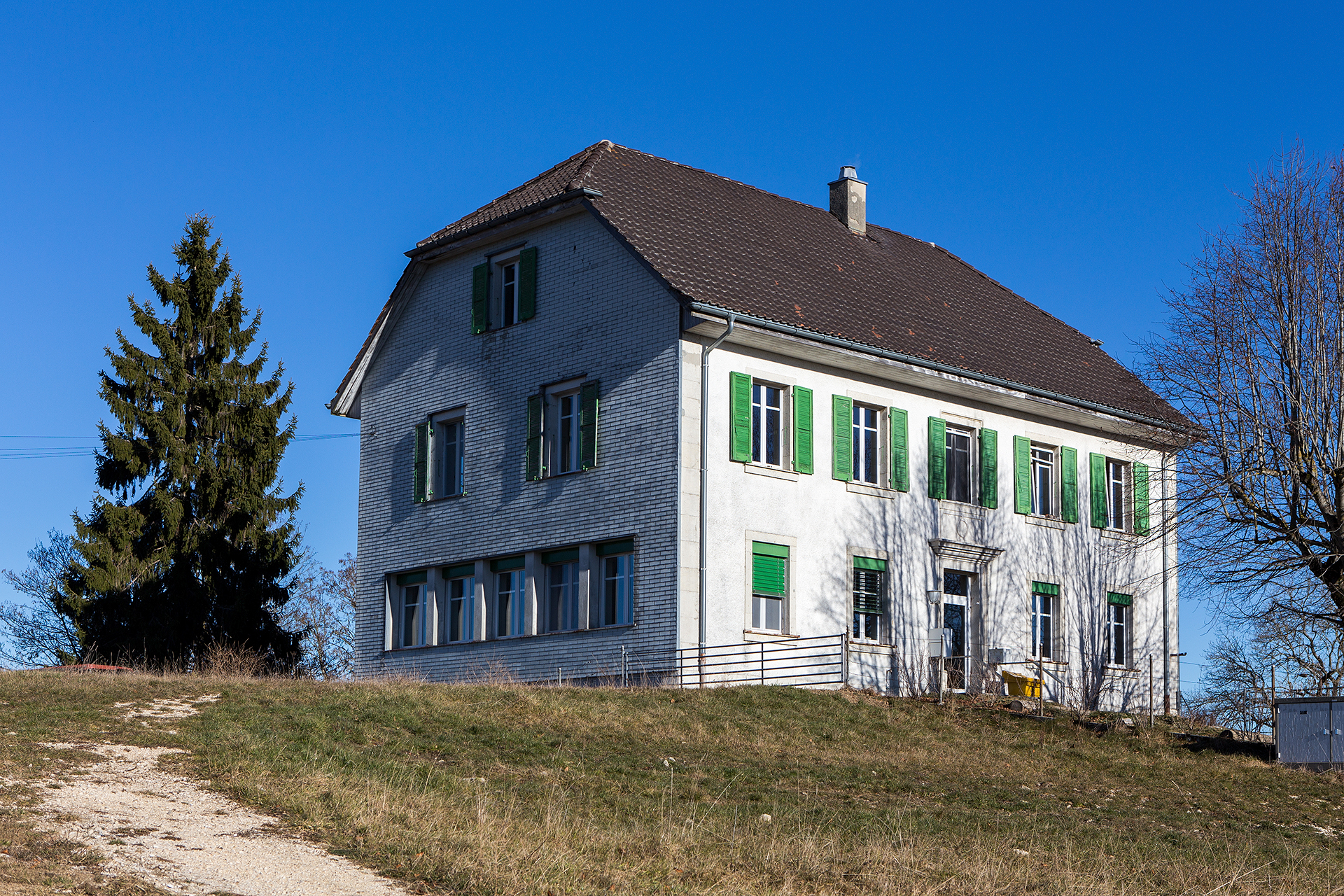
Škola

Les Enfers leží v nadmořské výšce 955 m, vzdušnou čarou 5 kilometrů severovýchodně od okresního městečka Saignelégier. Obec leží na ploché náhorní plošině Jury v oblasti Franches-Montagnes, jižně od údolí řeky Doubs.
Území obce o rozloze 7,1 km² pokrývá část mírně zvlněné náhorní plošiny pohoří Jura, kde se střídají vřesovištní sníženiny, většinou bez povrchového odvodnění, s vápencovými vrcholky kopců. Na východě se území rozkládá na kopci Sur le Begnon severovýchodně od Montfauconu, který je se svými 1022 m n. m. nejvyšším bodem obce. Na severu obec pokrývá horní část strmého, částečně skalnatého (Rouges Roches) jižního úbočí údolí Doubs, které je zde známé jako Côte au Bouvier a Côte de Sciet. V roce 1997 tvořila 2 % rozlohy obce zastavěná plocha, 47 % lesy a lesní porosty, 50 % zemědělské plochy a necelé 1 % neproduktivní půda.
K obci Les Enfers patří vesnice Cerniévillers (912 m n. m.) na svazích Côte de Sciet vysoko nad řekou Doubs a několik jednotlivých farem. Sousedními obcemi Les Enfers jsou Soubey, Saint-Brais, Montfaucon, Le Bémont a Saignelégier.

## Historie
První zmínka o obci pochází z roku 1330 ve slovním spojení Au cruz des Enfers. Název znamená „nízko položené místo, svažité místo“; francouzské enfers vychází z latinského infernu „nízko položený“. To odkazuje na skalnatý údolní svah řeky Doubs.
Les Enfers od středověku patřilo k panství Franches-Montagnes, které podléhalo basilejskému knížecímu biskupství. V letech 1793–1815 patřilo Les Enfers k Francii a zpočátku bylo součástí départementu du Mont-Terrible, od roku 1800 bylo připojeno k départementu Haut-Rhin. Na základě rozhodnutí Vídeňského kongresu byla obec v roce 1815 převedena do kantonu Bern a 1. ledna 1979 se stala součástí nově založeného kantonu Jura.
Vesnice Cerniévillers byla za francouzského období samostatnou obcí, ale v roce 1817 byla sloučena s Les Enfers. Vesnice však zůstala z hlediska využívání pastvin a lesů samostatná až do roku 1962.

## Obyvatelstvo
| Rok            | 1850 | 1870 | 1900 | 1910 | 1930 | 1950 | 1960 | 1970 | 1980 | 1990 | 2000 |
| Počet obyvatel | 203  | 287  | 194  | 186  | 164  | 158  | 142  | 100  | 105  | 111  | 130  |

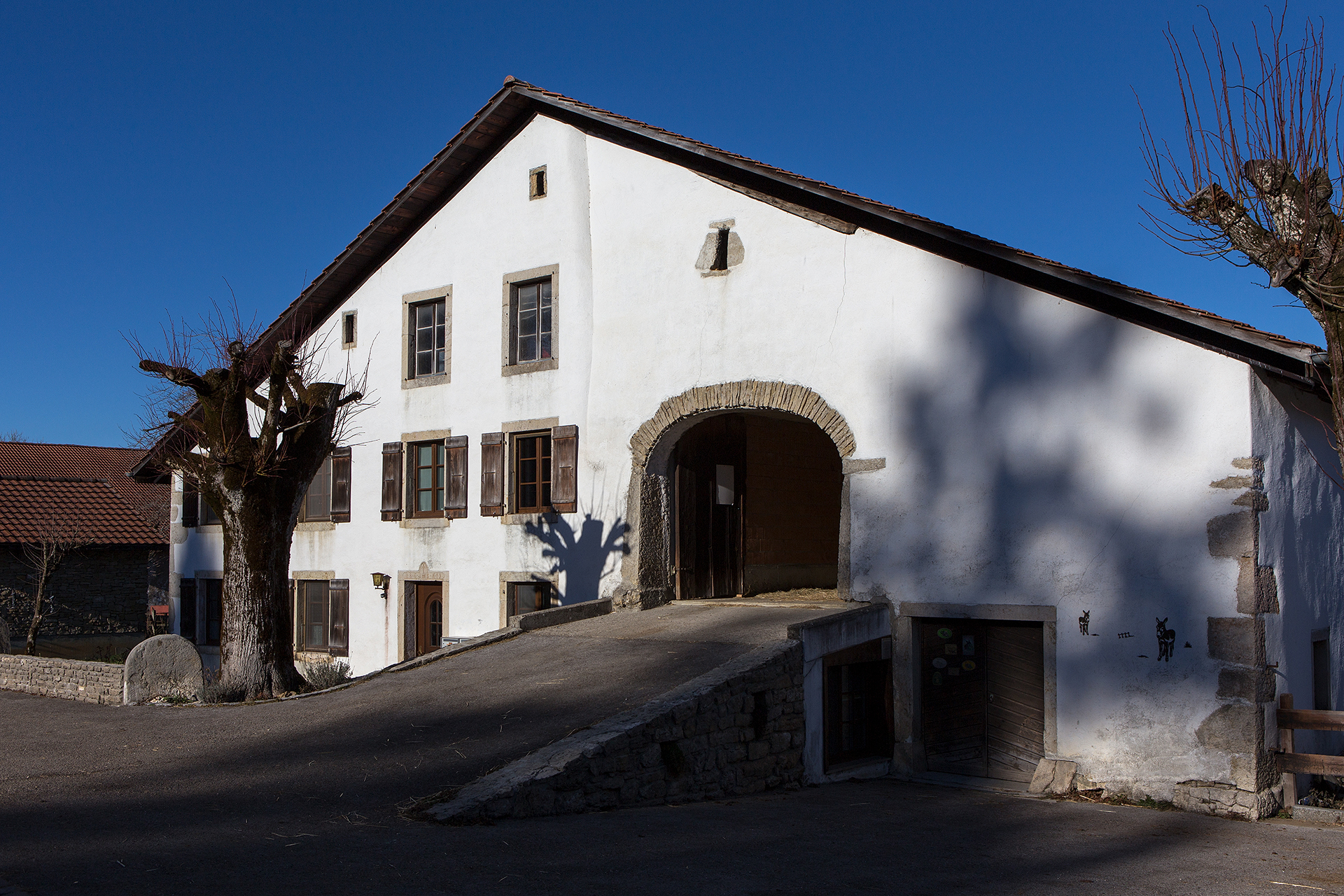
Tradiční architektura v obci

Z celkového počtu obyvatel je 84,6 % francouzsky mluvících, 13,9 % německy mluvících a 0,8 % anglicky mluvících (stav v roce 2000). Od roku 1870 (tehdy 287 obyvatel) se počet obyvatel Les Enfers snížil na polovinu. V roce 1900 zde žilo ještě 194 obyvatel.

## Hospodářství
Les Enfers je převážně zemědělská obec s chovem dojnic a hospodářských zvířat. Mimo primární sektor je zde pouze několik pracovních míst v místních malých podnicích. Mnoho zaměstnanců proto za prací dojíždí. Na rašeliništích v oblasti Péture des Saignes se dříve těžila rašelina.

## Doprava
Obec má dobré dopravní spojení. Nachází se 1 km od hlavní silnice z Delémontu do La Chaux-de-Fonds, na kantonální silnici z Montfauconu do Soubey. Do Les Enfers jezdí také autobusová linka z Glovelier do Saignelégier; nejbližší autobusová zastávka je v sousední obci Montfaucon.